# Begonia alchemilloides
Begonia alchemilloides es una especie de planta perenne perteneciente a la familia Begoniaceae. Es originaria de Sudamérica.

## Distribución
Se encuentra en Brasil en el Cerrado en Minas Gerais y Goiás.

## Taxonomía
Begonia alchemilloides fue descrita por Alphonse Pyrame de Candolle y publicado en Annales des Sciences Naturelles; Botanique, série 4 11: 125. 1859.
Etimología
Begonia: nombre genérico, acuñado por Charles Plumier, un referente francés en botánica, honra a Michel Bégon, un gobernador de la excolonia francesa de Haití, y fue adoptado por Linneo.
alchemilloides: epíteto compuesto de Alchemilla y del sufijo oides, -οειδεϛ = "igual, parecido que se refiere al parecido con el género Alchemilla.
Sinonimia
- Begonia leptophylla Taub.[4]